# Conseil européen des 23 et 24 juin 2022
Les échanges des dirigeants de l'Union européenne réunis lors du Conseil européen des 23 et 24 juin 2022 ont porté en priorité sur les demandes d'adhésion à l'UE, l'invasion de l'Ukraine par la Russie et ses conséquences, les Balkans occidentaux et l'Europe au sens large.
Ce Conseil européen est dominé par la décision des Vingt-Sept d'accorder à l'Ukraine et à la Moldavie le statut de pays candidats à l'Union européenne,.

## Demandes d'adhésion à l'UE
L'Ukraine et l'UE sont déjà liées par un accord d'association, signé en 2014 et entré en vigueur en 2017. Dans le contexte de l'invasion de l'Ukraine par la Russie, les dirigeants ukrainiens souhaitent accélérer l'intégration de leur pays dans l'Union européenne. Ils déposent une demande officielle d'adhésion le 28 février 2022. Celle-ci est très rapidement examinée par la Commission qui rend un avis favorable le 17 juin 2022, dans un délai exceptionnellement court. La veille — en déplacement à Kiev pour y rencontrer Volodymyr Zelensky, le président ukrainien — Emmanuel Macron, Olaf Scholz, Mario Draghi et Klaus Iohannis déclarent soutenir le statut de candidat immédiat de l'Ukraine à l’UE.
La Moldavie a déposé sa demande officielle d'adhésion à l'UE le 3 mars 2022. La Commission rend le 17 juin un avis favorable à l'acceptation de la demande moldave. Cet avis souligne toutefois la nécessité que ce pays poursuive les progrès récents sur les critères politiques qui doivent être remplis pour que l'adhésion puisse se concrétiser.
La Géorgie a déposé sa demande officielle d'adhésion à l'UE le 3 mars 2022. Le 17 juin, la Commission a émis un avis défavorable à l'octroi immédiat du statut de candidat à l'UE. Les conclusions du Conseil européen confirment cette orientation en indiquant que le statut de pays candidat à la Géorgie sera acquis « une fois que les priorités énoncées dans l'avis de la Commission sur la demande d'adhésion de la Géorgie auront été prises en compte ». Celles-ci concernent principalement le fonctionnement des institutions politiques et judiciaires du pays ainsi que la lutte contre le crime organisé et la corruption,.

## Guerre en Ukraine
Le Conseil européen renouvelle sa condamnation de la « guerre d'agression menée par la Russie contre l'Ukraine » et réaffirme « qu'il se tient résolument aux côtés de l'Ukraine et que l'Union européenne continuera d'apporter à l'Ukraine un soutien appuyé à sa résilience économique, militaire, sociale et financière globale, y compris de l'aide humanitaire ».
Le Conseil européen demande au Conseil de travailler rapidement à une augmentation supplémentaire de l'aide militaire.
Les dirigeants européens demandent à la Commission de présenter rapidement des propositions relatives à l'aide de l'UE pour la reconstruction de l'Ukraine, conjointement avec d'autres partenaires.

## Balkans occidentaux
Une réunion des dirigeants de l'UE et des Balkans occidentaux s'est tenue le 23 juin, avant le Conseil européen. Cette réunion fait suite à un précédent sommet en octobre 2021 entre les dirigeants de l'UE et ses six partenaires des Balkans occidentaux: l'Albanie, la Bosnie-Herzégovine, la Serbie, le Monténégro, la Macédoine du Nord et le Kosovo.
Lors d'une conférence de presse commune à l'issue de cette réunion, plusieurs dirigeants des Balkans ont exprimé leur colère devant le l'absence de tout progrès dans le processus de leur adhésion à l'UE, en cours depuis plusieurs années, et ce d'autant plus que dans le même temps l'Ukraine et la Moldavie ont bénéficié d'un processus accéléré.

## Europe au sens large
Les dirigeants européens ont eu un premier échange de vues sur la proposition faite par la France de lancer une communauté politique européenne dans le but d'offrir une plateforme de coordination politique pour les pays européens à travers le continent. Cette plateforme pourrait concerner tous les pays européens avec lesquels l'UE entretient des relations étroites.

## Sources

#### Documents de l'UE
- « Conseil européen, 23-24 juin 2022 », sur Consilium, 24 juin 2022.
- « Conclusions du Conseil européen des 23 et 24 juin 2022 », sur Consilium, 24 juin 2022.
- « La Commission européenne recommande au Conseil de confirmer la perspective d'adhésion à l'UE de l'Ukraine, de la Moldavie et de la Géorgie et donne son avis sur l'octroi du statut de candidat à ces trois pays. », sur Commission européenne, 17 juin 2022 (consulté le 24 juin 2022).

#### Articles et autres documents
- « Les Vingt-Sept accordent à l’Ukraine et à la Moldavie le statut de candidat à l’Union européenne », Le Monde,‎ 24 juin 2022 (lire en ligne).
- Virginie Malingre, « L’Ukraine candidate à intégrer l’UE : les quatre mois qui ont convaincu les Européens d’entrouvrir leur porte à un pays en guerre », Le Monde,‎ 24 juin 2022 (lire en ligne ).
- « Les Vingt-Sept accordent à l'Ukraine et la Moldavie le statut de candidat à l'Union européenne », Le Figaro,‎ 24 juin 2022 (lire en ligne).
- Ronan Planchon, « Adhésion à l'UE: «L'Ukraine doit encore régler ses problèmes de corruption» », Le Figaro,‎ 17 juin 2022 (lire en ligne).
- Karl de Meyer, « Adhésion à l'UE : les Balkans occidentaux expriment leur colère aux Vingt-Sept », Les Échos,‎ 23 juin 2022 (lire en ligne).

## Compléments